# Koblenz (bande dessinée)
Pour les articles homonymes, voir Koblenz.
Koblenz est une série de bande dessinée fantastique française de Thierry Robin, publiée par Delcourt entre 1999 et 2005.
Le « docteur » Koblenz est une sorte de détective du surnaturel. Lorsqu'aucune enquête normale n'a abouti, il se charge de résoudre les affaires occultes.
Koblenz lui-même est une sorte de sorcier, ses pouvoirs magiques lui sont d'une grande aide, néanmoins son passé resurgit parfois lorsque ses anciens camarades réapparaissent, augurant de sombres événements.
Koblenz cache également un lourd secret. En fait son cœur fut remplacé par un artefact mécanique. Si ce nouveau cœur lui assure une certaine immortalité, il a constamment besoin d'être rechargé, ceci explique que le paiement qu'il exige de ses employeurs est toujours le même : quelques années de leurs vies pour pouvoir lui-même continuer d'exister.
Son assistante, Clara, est une jeune femme qui fut lynchée par une foule pour sorcellerie. Laissée pour morte dans un marais, elle fut recueillie par Koblenz qui réussit à la ramener à la vie. À la suite de cette expérience de mort imminente, elle devient capable de franchir les frontières entre les mondes.
Ensemble, ils voyageront et enquêteront en Allemagne, en Tunisie et au Japon du XIXe siècle affrontant d'anciennes malédictions ou d'anciennes connaissances.

## Albums
- Koblenz, Delcourt, collection « Conquistador » :

1. Le Désespoir d'une ombre, 1999  (ISBN 2-84055-284-1).
2. Marcher dans Carthage une nuit sans lune, 2000  (ISBN 2-84055-542-5).
3. Dernier Hiver à Ishiyama, 2002  (ISBN 2-84055-800-9)[1].
4. M pour anarchie, 2005  (ISBN 2-84789-308-3)[2].